# Arbeitshand

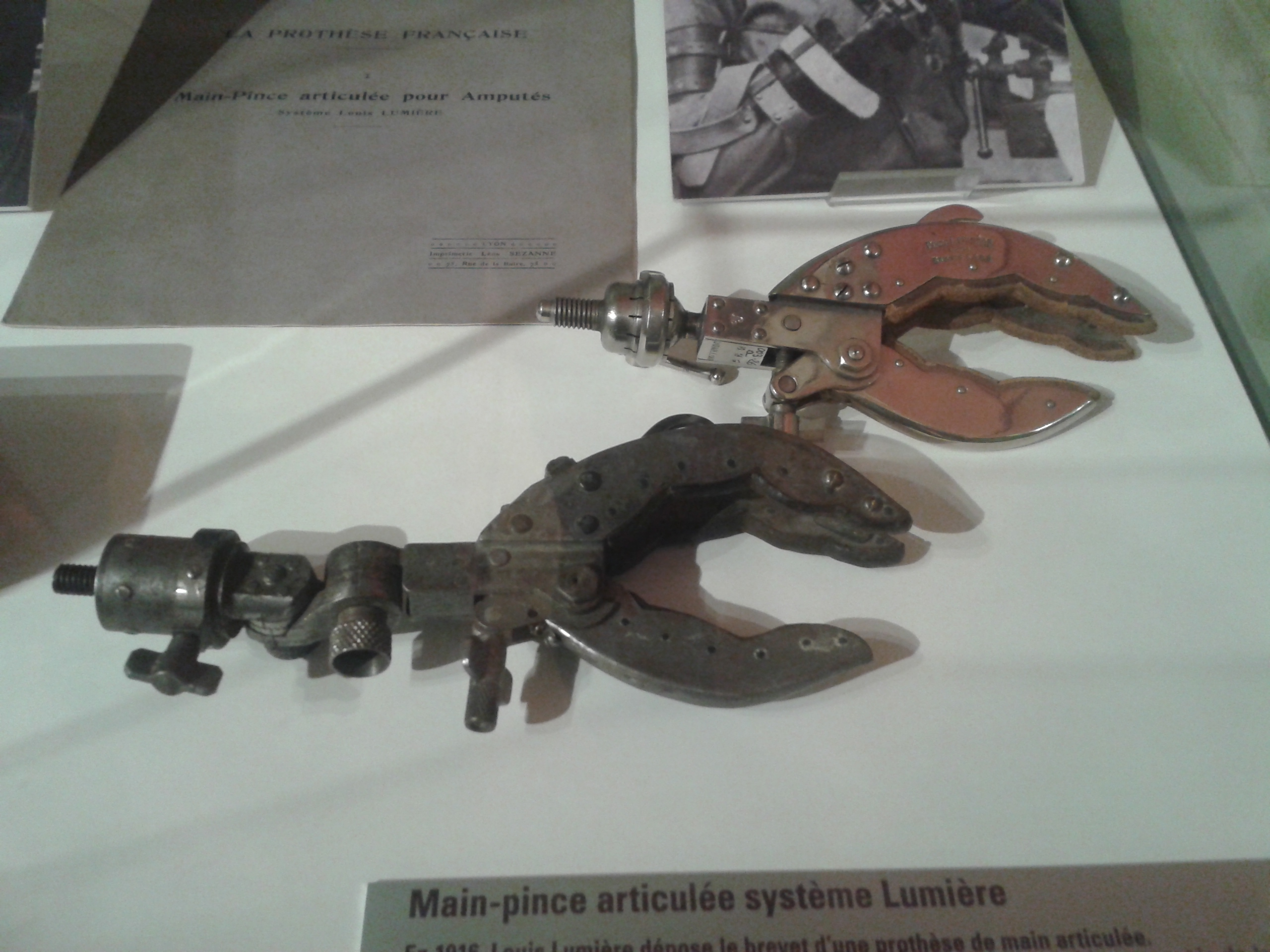
Klemmenhand, Prototyp um 1915

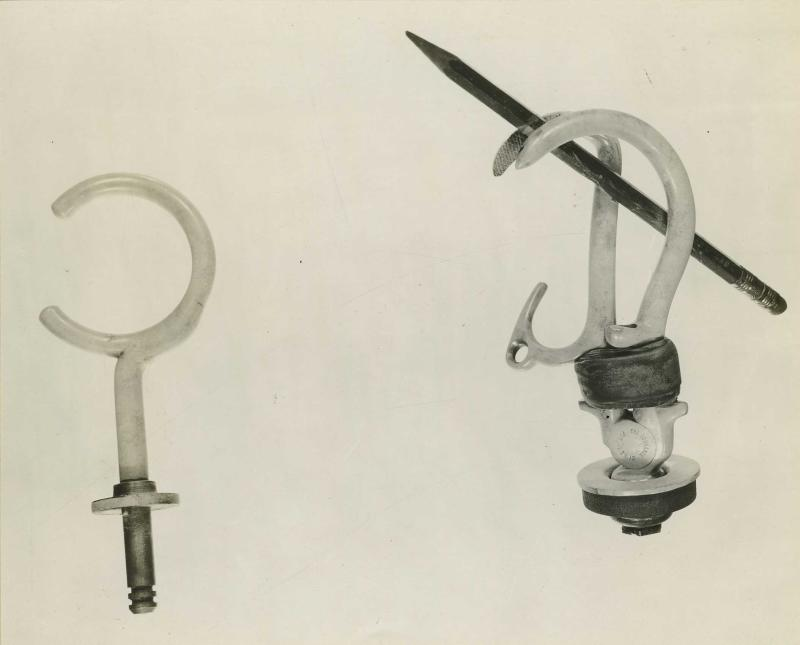
Aufsätze, die an den Stumpf einer normierten Prothese geschraubt werden konnten, um verschiedene Werkzeuge zu halten

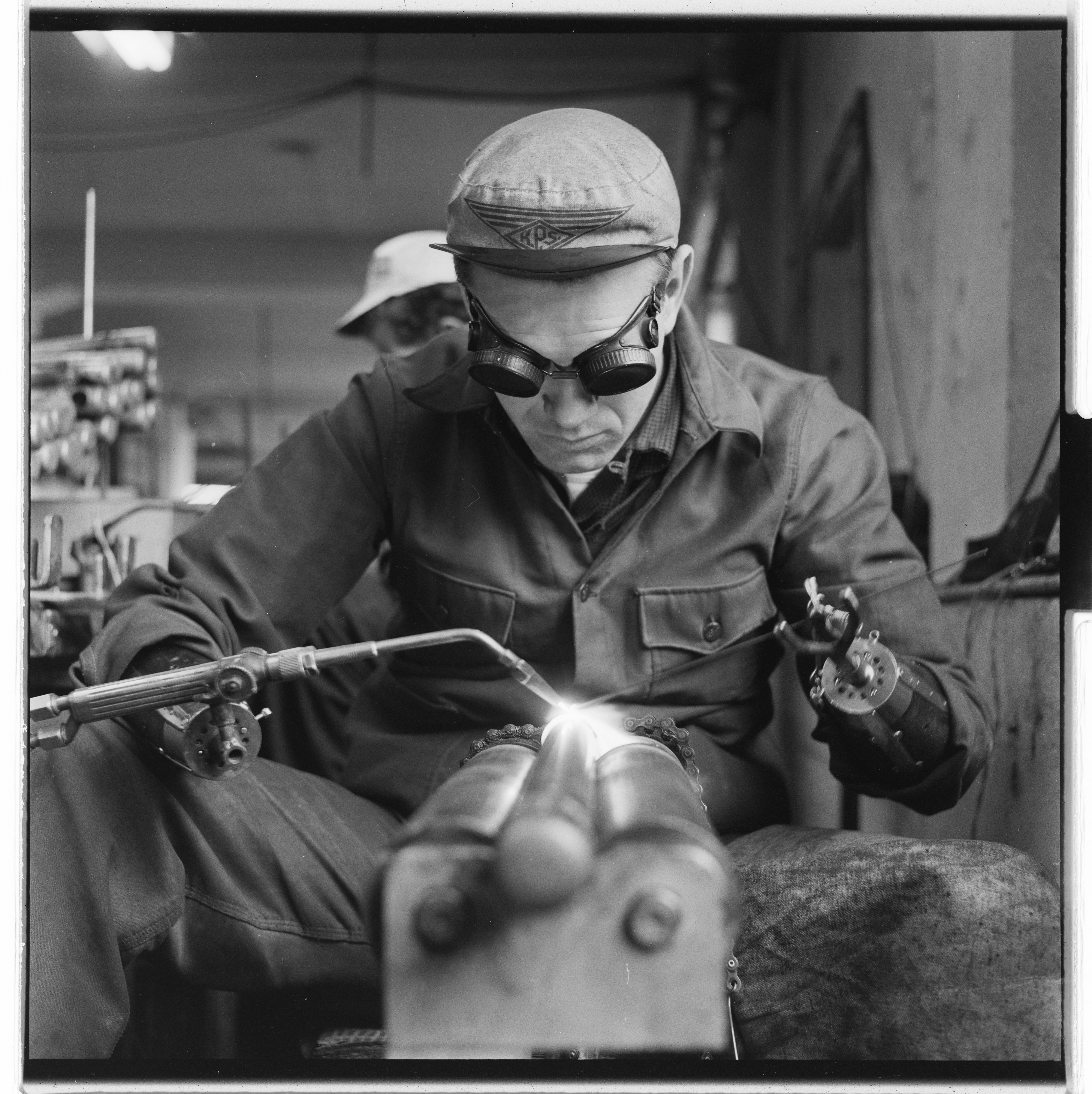
Ein norwegischer Metallarbeiter (Schweißer) mit zwei Arbeitsprothesen, an denen verschiedenste Werkzeuge auf genormten Montageböcken angebracht werden konnten

Die Arbeitshand ist ein Prothesentyp, bei der ausschließlich die Funktionalität im Vordergrund steht. Bei dieser Art der Hand-Armprothese wurde im Gegensatz zu der Kunsthand bzw. Schmuckhand keine Rücksicht auf den ästhetischen Aspekt der Prothese genommen.

## Entwicklung
Die Arbeitshand entwickelte sich in etwa Anfang des 19. Jahrhunderts und war das direkte Gegenteil zur Schmuckhand. Das Material wurde dabei nach funktionellen Gesichtspunkten ausgewählt. Dieser Prothesentyp konnte sich langfristig nicht durchsetzen, da die Fortschritte bei der Entwicklung der Prothesen es der Bevölkerung bald ermöglichte, erschwinglichere Prothesen zu erwerben, die funktionell nicht so eingeschränkt waren, wie es die Arbeitshände waren.

## Die Auswirkungen des Ersten Weltkriegs
Der Erste Weltkrieg mit seinem enormen Anfall von Versehrten mit verlorenen Gliedmaßen stellte die Medizin vor die grundlegende Herausforderung sinnvollen Ersatz zu schaffen. Neben den Prothesen, die den Verlust der Extremität kaschieren sollten (die sog. Habitus- oder passiven Prothesen), und denen die ein möglichst breites Spektrum an Einsatzmöglichkeiten im Alltag boten (die beweglichen Eigenkraftprothesen) mussten Prothesen entwickelt, bzw. optimiert werden, die es den Kriegsversehrten ermöglichte durch geregelte Arbeit selbst für ihren Lebensunterhalt zu sorgen.
Bei den oberen Extremitäten bildeten sich zuerst zwei Hauptrichtungen heraus, die sich laut Weinert als Schmuckarme und Arbeitsarme bezeichnen lassen. Die reinen Schmuckarme – und Hände waren möglichst realistisch nachgebildete Imitate der realen Körperteile. Ihre Funktion war es, „in möglichst vollendeter Form den natürlichen Arm in Ruhelage und beim Gehen“ nachzuahmen. Mit derartigen Prothesen sollte die Behinderung im Alltag möglichst unsichtbar gemacht werden. Den gegensätzlichen Weg ging man bei der Entwicklung der sogenannten Arbeitsprothesen, die genaugenommen nichts anderes waren, als an den Körper montierte Werkzeuge-Träger. Hier geben die, rein auf Funktionalität ausgerichteten Entwicklungen der Siemens-Schuckertwerke einen guten Einblick. Eine erste Zwischenlösung versuchte man mit der normierten Prothese zu finden, die an der eigentlichen Prothese (der „Bandage“) ein „Armgerät“ hatte, an das mit verschiedenen Adaptern sowohl ein Ansatzstück für verschiedene Zusätze als auch eine Kunsthand (ohne eigene bewegliche Elemente) montiert werden konnte.

## Funktionsweise
Die Prothese wurde am amputierten Arm angebracht und war somit der einfachste Ersatz der oberen Extremität für die ärmere Bevölkerung. Sie diente allein der Arbeit. So waren meist anstelle einer Hand Werkzeuge an der Prothese angebracht und man nahm keine Rücksicht auf den kosmetischen Aspekt. Man ersetze also die verloren gegangene Hand durch ein Werkzeug, das den spezifischen Erfordernissen am besten entsprach. So konnte man meist das Werkzeug auch einfach mittels (einer oft genormten Kupplung) durch ein anderes Werkzeug ersetzen, falls man eine andere Aufgabe erledigen wollte.